# Фергал Айдне
Фергал Айдне (др.‑ирл. Fergal Aidne; умер в 696) — король Коннахта (683—696) из рода Уи Фиахрах.

## Биография
Фергал Айдне был сыном Артгала и внуком правителя Коннахта Гуайре Айдне. Он принадлежал к септу Уи Фиахрах Айдне, земли которого располагались в коннахтско-мунстерском пограничьи.
В списках коннахтских королей из «Лейнстеркой книги» и трактата «Laud Synchronisms» правление Фергала Айдне ошибочно расположено после правления умершего в 705 году Келлаха мак Рогаллайга. Однако свидетельства «Анналов Тигернаха» позволяют точно установить, что он был преемником убитого в 683 году короля Дунхада Муриски.
Каких-либо подробностей правления Фергала Айдне в ирландских анналах не сохранилось. Его смерть датируется 696 годом. Фергал — последний король Коннахта из Уи Фиахрах Айдне. Его преемником на престоле Коннахта был Муйредах Муллетан из рода Уи Бриуйн. В списке королей Коннахта Фергал ошибочно наделён двадцатью двумя годами правления. Здесь также неправильно сообщается, что его преемником был Индрехтах мак Муйредайг. В то же время в трактате «Laud Synchronisms» правильно указано, что Фергал правил тринадцать лет и что его преемником на коннахтском престоле был Муйредах Муллетан.
В Средневековье потомки Фергала Айдне составляли септ Кенел Гуайри. В более позднее время к нему возводили своё происхождение члены ирландских семей О’Хейнес и О’Клэрис.